# Josef Čuba
Josef Čuba (29. října 1893, Rajnochovice – 4. září 1951, Praha) byl československý člen protikomunistického odboje. Roku 1951 byl za svou činnost v odbojové skupině Hory Hostýnské odsouzen za velezradu a rozvracení státu k trestu smrti.

## Biografie
Narodil se roku 29. října 1893 v obci Rajnochovice jako nemanželské dítě Mariany Kovářové, dcery lesního dělníka. Za otce se přihlásil tesař František Čuba, a po prohlášení obou rodičů, že budou dítě řádně vychovávat v křesťanské víře, byl syn pokřtěn a matka dodatečně vstoupila do římskokatolické církve. 
Po absolvování základní školy pracoval jako lesní dělník a později na pile.
Po vypuknutí první světové války byl naverbován do armády Rakouska-Uherska, kdy bojoval na ruské a posléze na italské frontě. Po válce se vrátil na pilu, ale po vyučení se, se sám stal pilařským mistrem a odborníkem v oboru. Roku 1936 šel do penze a stal se kronikářem obce Rajnochovice.
V meziválečných letech působil v odborech, a také byl jednatelem lidové strany. V téže době vstoupil do Národně socialistické strany, ve které působil až do roku 1948. Po roce 1945 byl členem místního národního výboru.
Po převratu z února 1948 spoluzaložil zárodek lokální odbojové organizace zvané Hory Hostýnské. Sám byl považován za ideového vůdce hnutí. Cíle skupiny byly navázat spojení se zahraničním odbojem, opatřit zbraně, získávat finanční prostředky na podporu zadržených a jejich rodin, a také podporovat převraty proti režimu a rozšiřovat protikomunistické letáky. Skupina také přepadávala komunistické funkcionáře, kvůli čemu byla již od září 1948 pronásledována státními bezpečnostními složkami.

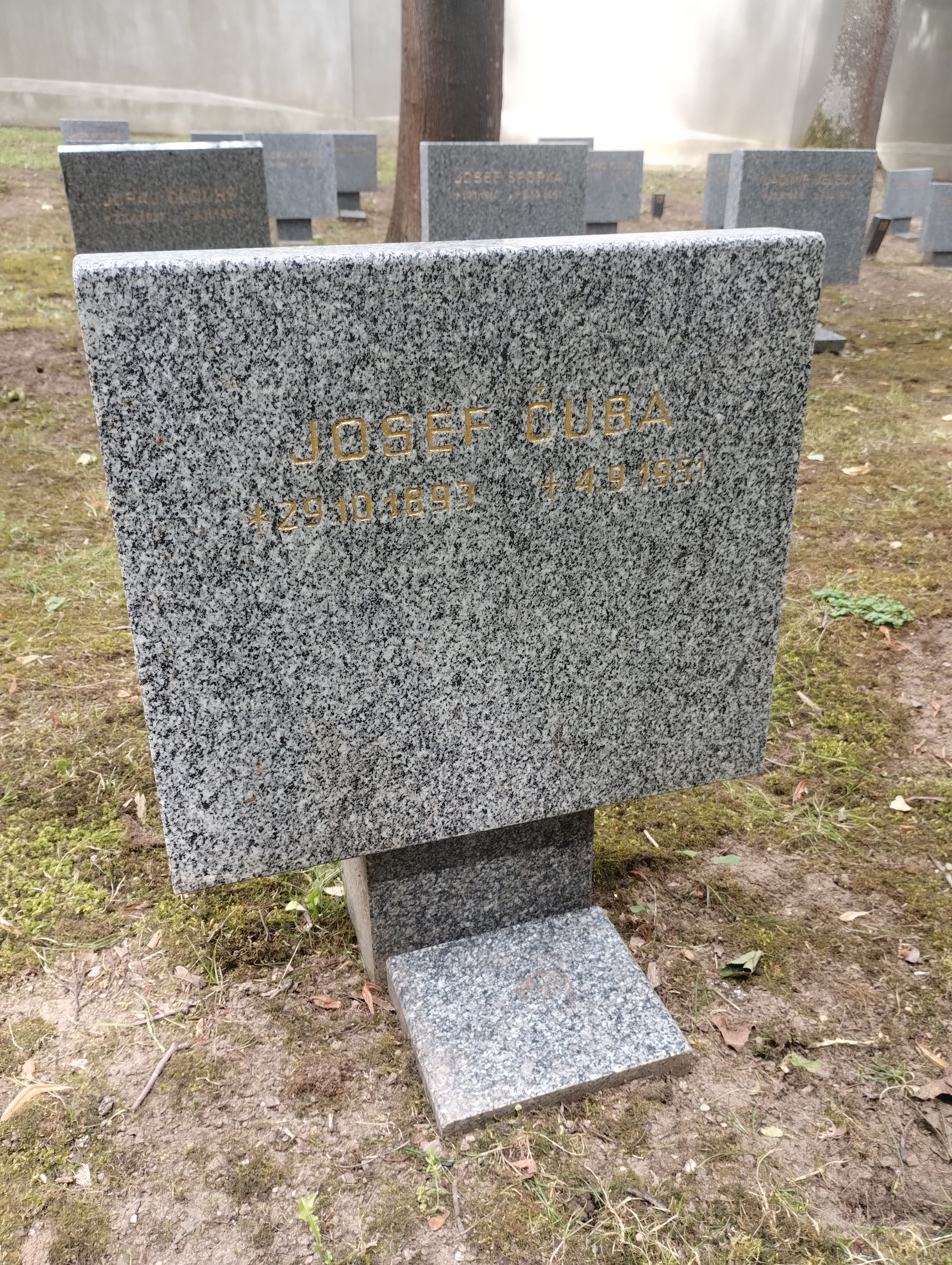
Symbolický náhrobek Josefa Čuby na Čestném pohřebišti v Ďáblicích

Roku 1949 předal vedení nad odbojem mladšímu Janu Stáhalovi. Razií a připravených pastí neustále přibývalo, a proto v říjnu 1949 s Antonínem Kohoutem uprchli do hor. Avšak již druhého dne byli udáni a zatčeni. Ve vyšetřovací vazbě byl přinucen vypovědět, že připravoval vraždy funkcionářů. Ve veřejném procesu, konaném ve Velkém kině v Gottwaldově (dnes Zlín) ve dnech 22. – 26. května, byl se skupinou o dvacetipěti členech odsouzen, a to za velezradu a rozvracení státu. Soudu předsedal JUDr. Vladimír Podčepický a prokuraturu řídil Emil Eichler. Padly čtyři rozsudky smrti. Jeden byl pro Čubu. Dalšími popravenými byli Sigmund Bakala, Miloslav Pospíšil a Vladimír Rajnoch. Poprava byla provedena 4. září 1951 v Pankrácké věznici bez ohledu na podanou žádost o milost.
Ostatky byly pohřbeny do hromadného hrobu ďáblickém hřbitově. Na Čestném pohřebišti v Ďáblickém hřbitově se nachází symbolický Čubův hrob. Tamní symbolické náhrobky odkazují na zemřelé politické vězně bez ohledu na jejich skutečné místo pohřbení.